# Bollullos Par del Condado
Bollullos Par del Condado település Spanyolországban, Huelva tartományban. Bollullos Par del Condado Almonte, Rociana del Condado, Villarrasa, La Palma del Condado, Villalba del Alcor és Hinojos községekkel határos. Lakosainak száma 14 359 fő (2024).

## Népesség
A település népessége az utóbbi években az alábbiak szerint változott:
| Lakosok száma | 12 872 | 13 143 | 13 500 | 13 891 | 14 055 | 14 393 | 14 177 | 14 272 | 14 392 | 14 359 |
|               | 2001   | 2004   | 2006   | 2009   | 2011   | 2014   | 2016   | 2019   | 2021   | 2024   |